# Horcajo de las Torres
Horcajo de las Torres – gmina w Hiszpanii, w prowincji Ávila, w Kastylii i León, o powierzchni 47,32 km². W 2011 roku gmina liczyła 603 mieszkańców.